# Anatolii Isakovich Lurie
Anatolii Isakovich Lurie (em russo: aнатолий Исакович Лурье) (Mahilou, 19 de julho de 1901 — São Petersburgo, 12 de fevereiro de 1980) foi um engenheiro, físico e matemático russo.
Atuou nos campo da mecânica teórica e prática. Obteve em 1939 o grau de Doktor nauk.

## Publicações
- E.L. Nicolai, A.I. Lurie, I modi fondamentali di vibrazione (Вибрации фундаментов рамного типа), Gosstroyizdat, 1933.
- L.G. Loytsyansky, Ingegneria meccanica (Теоретическая механика), GTTI, 1932-1934.
- A.I. Lurie, Статика тонкостенных упругих оболочекs, Gostehizdat, 1947.
- A.I. Lurie, Concetti teorici di automatica non lineare (Некоторые нелинейные задачи теории автоматического регулирования), Gostehizdat, 1951.
- A.I. Lurie, Costi operativi e annessi della meccanica (Операционное исчисление и его приложения к задачам механики), Moscou : GITTL, 1951.
- A.I. Lurie, Teoria di elasticità spaziale (Пространственные задачи теории упругости), Moscou : GITTL, 1955.
- L.G. Loytsyansky, A.I. Lurie, Meccanica teorica (Курс теоретической механики), Moscou : GITTL, 1955.
- A.I. Lurie, Statics of Thin-walled Elastic Shells, Moscou, 1947; (Tradução, AEC-tr-3798, United States Atomic Energy Commission, 1959).
- A.I. Lurie, Meccanica analitica (Аналитическая механика), GIFML, 1961.
- A.I. Lurie, Analytical Mechanics. Berlim : Springer, 2002.
- A.I. Lurie, Teoria dell'elasticità (Теория упругости), Nauka, 1970.
- A.I. Lurie, Teoria non lineare dell'elasticità (Нелинейная теория упругости), Nauka, 1980.
- A.I. Lurie, Nonlinear theory of elasticity. Amsterdam : North-Holland, 1990.